# Marsupiale
Marsupialele reprezintă o infraclasă de mamifere inferioare. Caracteristica acestora este prezența unei pungi, numită marsupiu. În această pungă își continuă dezvoltarea puii după naștere. Există și specii care nu prezintă marsupiu.

## Trăsăturile distinctive
Deosebirile scheletice și anatomice generale între mamiferele metateriene (marsupiale) și euteriene (placentare) sunt următoarele:
| Metateriene | Euteriene                                                                                            |
| --- | --- |
| Neurocraniul (neopaliul) mic față de dimensiunea corpului. Neocortexul slab dezvoltat. Corpul calos lipsește.                      | Neurocraniul relativ mare. Neocortexul bine dezvoltat și foarte complex. Corpul calos prezent.       |
| Bulele timpanice de obicei absente, dacă sunt prezente, sunt formate în principal de osul alisfenoid.                              | Bulele timpanice prezente, formate de osul timpanic.                                                 |
| Vacuități (spații goale) mari adesea prezente în partea posterioară a palatului.                                                   | Vacuități palatine absente sau mici.                                                                 |
| Osul jugal mare. Oasele jugal și scuamozal se articulează cu osul dentar în cavitatea glenoidă.                                    | Osul jugal nu articulează cu osul dentar în cavitatea glenoidă.                                      |
| Apofiza angulară a dentarului curbată la 90° (este perpendiculară pe axa dentarului) cu excepția koalei și tarsierului (Tarsipes). | Apofiza angulară a dentarului nu este curbată.                                                       |
| Formula dentară primitivă 5•1•3•4/4•1•3•4 x 2 = 50. Ultimul premolar este singurul dinte decidual (caduc).                         | Formula dentară primitivă 3•1•4•3/3•1•4•3 x 2 = 44. Incisivii, caninii și premolarii sunt deciduali. |
| Oasele epipubice (oasele marsupiale) se întâlnesc la ambele sexe.                                                                  | Oasele epipubice absente.                                                                            |
| Tractul genital femel bifurcat; vârful penisului (glandul) bifurcat.                                                               | Tractul genital femel și glandul penisului nu sunt bifurcate.                                        |
| Marsupiul adesea prezent, în el se află mamelele. Marsupiul se deschide înainte sau înapoi.                                        | Marsupiul absent.                                                                                    |
| Scrotul prepenial (așezat înaintea penisului), cu excepția cârtiței marsupiale (Notoryctes). Osul penian absent.                   | Scrotul postpenial (așezat în spatele penisului). Osul penian prezent la multe specii.               |

## Morfologie externă
Din ordinul marsupialelor fac parte mamifere de diferite dimensiuni. Cele mai mici marsupiale sunt șoarecii marsupiali cu capul turtit (Planigale) care au o lungime a corpului de 4-10 cm. Cele mai mari marsupiale sunt cangurii propriu-ziși (Macropus) cu o lungime a corpului de 75-160 cm. Longevitatea 5-25 ani, în funcție de specie.
Aspectul exterior al marsupialelor este foarte variat: de la animale asemănătoare cu cârtița, care au un corp scurt cilindric și extremități joase, până la animale grațioase cu extremități înalte.
Coada la cele mai multe marsupiale este bine dezvoltată, iar la unele specii prehensilă. La unele specii la vârful cozii se află o porțiune golașă și cheratinizată a pielii.

### Tegumentul
Tegumentul marsupialelor este acoperit cu blană mai mult sau mai puțin moale cu păr des, uneori cu păr aspru (setiform). Parul este, de obicei, împărțită în trei tipuri: păr de contur, păr cu spic și puf. În regiunea capului și mai ales pe față și pe bot au vibrize bine dezvoltate. Astfel de peri senzoriali se pot găsi și pe picioarele anterioare în regiunea carpiană și cele posterioare în regiunea tarsiană.

### Glandele
La nivelul pielii marsupialele au numeroase glande sudoripare și glande sebacee. De asemenea există glande anale (preanale, rectale), care emit secreții odorante și sunt de obicei mai bine dezvoltate la masculi. 

### Mamelele
Mamelele sunt bine dezvoltate și se găsesc pe părțile laterale ale corpului, în regiunea inguinală; numărul lor variază în mare măsură (de la 2 la 27), nu numai la genuri diferite, dar uneori în cadrul aceleiași specii. Femelele marsupialelor primitive au un număr mai mare de mameloane; oposumii cu coadă scurtă (Monodelphis) au 20-27 mamele. Mamelele se găsesc de obicei în interiorul marsupiului  (pe peretele abdominal al lui), dar pot fi și libere, atunci când acesta lipsește. 
Mamelele sunt merocrine și tubulare și au canale galactofore care se deschid pe mameloanele lor. Mamelele posedă mameloane de dimensiuni diferite, care ajută puilor să se fixeze de mamă, când sunt mici.

### Marsupiul

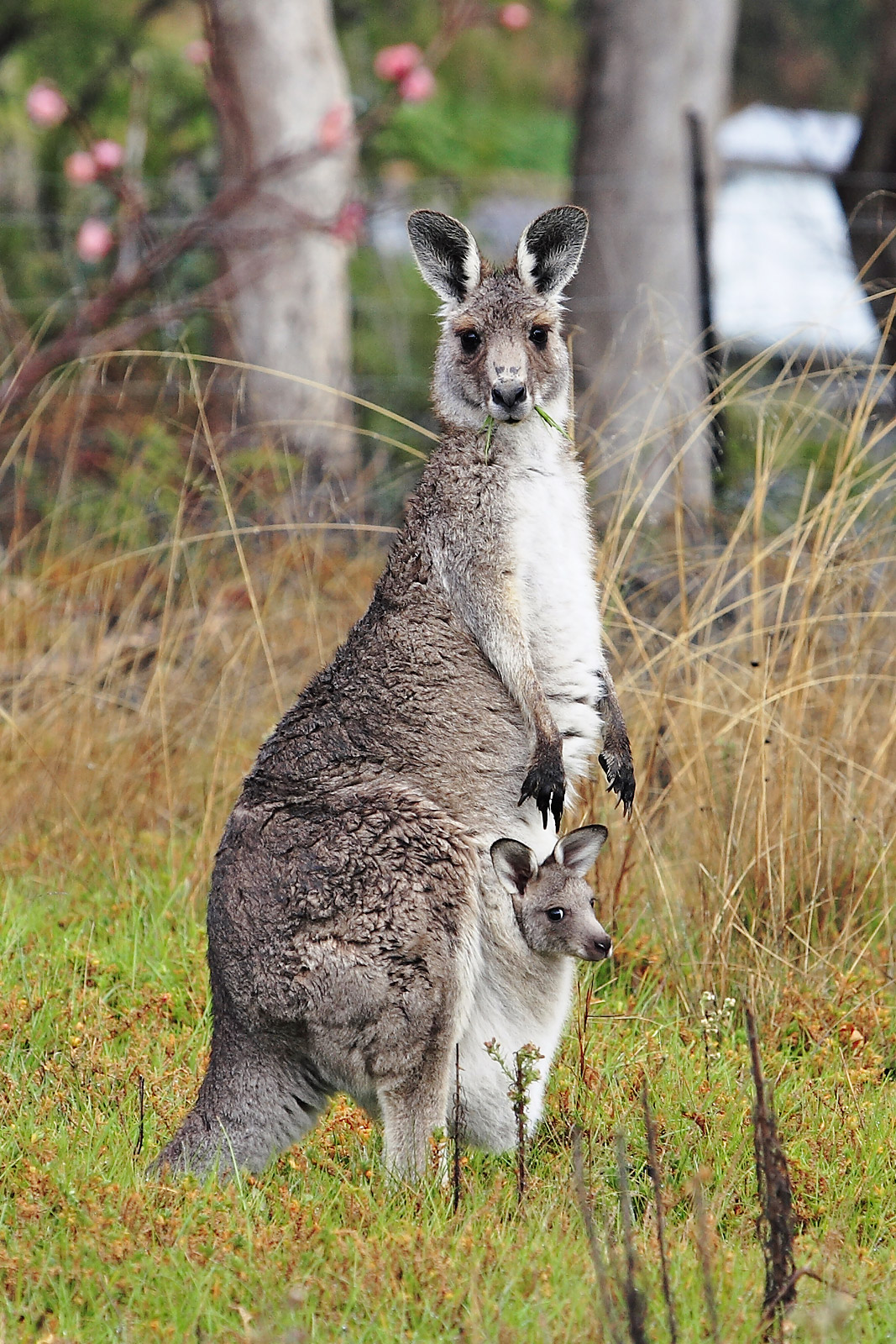
O femelă de cangur uriaș (Macropus giganteus) cu un pui matur în marsupiu.

Un organ cu totul caracteristic pentru marsupiale este o pungă aflată pe fața ventrală a lor, în regiunea posterioară a abdomenului, numită pungă marsupială sau marsupiu, în care se continuă dezvoltarea puilor după naștere. Prezența marsupiului la femele joacă un rol foarte mare și a determinat și denumirea ordinului de marsupiale, deși există și specii care nu au o asemenea pungă.
Peretele extern al marsupiului este format dintr-o cută permanentă a pielii, în care pătrunde și musculatura superficială a corpului. Pe peretele abdominal al marsupiului se deschid mameloanele glandelor mamare. 
Marsupiul poate să se deschidă înainte sau înapoi. La didelfide și macropodide, marsupiul are deschiderea îndreptată înainte, iar la dasiuride și peramelide - înapoi. 
Forma pungilor marsupiale și gradul lor de dezvoltare variază la diferite specii de marsupiale. La unele marsupiale, această pungă nu este bine dezvoltată decât în timpul alăptării, când mama își poartă puii în ea; la altele este totdeauna slab dezvoltată, uneori, acestea este reprezentată numai de pliuri laterale ale pielii, iar la unele didelfide și furnicarul australian (Myrmecobius fasciatus) lipsește complet. De asemenea, marsupiul lipsește la mascul, cu rare excepții ca la cârtița cu pungă (Notoryctes), când și masculul are un rudiment de marsupiu.

### Picioarele
Conformația membrelor la marsupiale este foarte diferită, după condițiile de viață la care sunt ele adaptate. De obicei toate degetele, atât la membrele anterioare cât și la cele posterioare, sunt îndreptate înainte (câteva excepții fac unele forme arboricole unde există degetul I (halucele) opozabil. Degetele se termină cu gheare ascuțite, care uneori au formă de unghii. La cele mai multe specii, primul deget al piciorului anterior este lipsit de gheare.
La marsupiale se observă fenomenul de sindactilie și de reducere a unora dintre degete. Cele mai multe marsupiale au picioare pentadactile (cu cinci degete), dar nu puține sunt și acelea la care halucele (primul deget de la picioarele posterioare) lipsește sau se găsește în diferite stadii de reducere. Această reducere sau dispariție a  halucelui se poate explica dacă admitem că primele marsupiale erau animale arboricole, ca și multe din formele actuale, și că, în raport cu viața arboricolă, halucele s-a îndepărtat de celelalte patru degete și astfel piciorul a devenit prehensil. În cursul evoluției, halucele s-a redus mult chiar și la formele arboricole, dar paralel s-au redus și degetele II și III de la picioarele posterioare și s-au unit unul cu altul (sindactilie). La formele care au devenit terestre, halucele, încetând să-și mai exercite funcția primordială, s-a redus și mai mult, iar la unele a dispărut complet, iar degetele IV și V s-au dezvoltat mai puternic, în special degetul IV. Picioarele anterioare la marsupiale au rămas, în general, pentadactile și mai puțin modificate. Rareori au pierdut primul deget, policele. 

## Morfologie internă

### Scheletul
În scheletul marsupialelor se întâlnesc câteva caracteristici primitive amestecate cu caractere ce denotă o specializare uneori foarte înaintată.
Craniul are forme diferite - de la alungită și joasă până la scurtă și înaltă. Cutia craniană (craniul cerebral) este relativ mică și slab dezvoltată, în corelație cu emisferele cerebrale, de asemenea mici și nu are oasele sudate între ele, oasele rămânând distincte și la adult. Oasele prefrontale și postfrontale absente, există oasele lacrimal, alisfenoid și zigomatic. Pe osul lacrimal se deschide orificiul canalului lacrimal.
Bula timpanică de obicei absentă. Dacă este prezentă, este bine dezvoltată fiind formată în principal de osul alisfenoid. La unele marsupiale (didelfide și cenolestide) bula timpanică osoasă este mică și conductul auditiv osos este absent.
Jugalul este bine dezvoltat și participă împreună cu scvamozalul la formarea cavității glenoide, în care se articulează falca inferioară. De obicei, oasele timpanice nu fuzioneze cu alte oase ale craniului. Bolta palatină se întinde mult îndărăt, dar are ferestre. Apofiza angulară a mandibulei este bine dezvoltată și curbată înăuntru, constituind un caracter exclusiv al marsupialelor. 
Numărul de vertebre din coloana vertebrală este variabil: 7 cervicale, 11-15 toracice, 4-8 lombare, 1-6 sacrale, 7-35 codale. În majoritatea cazurilor sunt prezente 13 vertebre toracice cu coaste mobile. Numai cârtița cu pungă (Notoryctes) are 6 vertebre sacrale, toate celelalte marsupiale au de obicei 2. Corpul atlasului nu se sudează la axis pentru a forma apofiza odontoidă a acestuia, așa cum se întâmplă la placentare. 
În centura scapulară, coracoidul se sudează cu osul omoplat, devenind o apofiză a omoplatului - apofiza coracoidă (processus coracoideus). Omoplatul cu spină. Clavicula prezentă întotdeauna, numai  la bandicoți (peramelide) ea este slab dezvoltată sau absentă.
Scheletul centurii pelviene se caracterizează prin prezența la ambele sexe a două oase în plus - oase marsupiale, care sunt ca două baghete îndreptate înainte și articulate cu un capăt al lor pe marginea anterioară a oaselor pubiene (pe simfiza pubiană a oaselor coxale), iar apoi ele se îndreaptă către regiunea ventrală, fiind situate superficial în peretele abdominal. Dezvoltarea oaselor marsupiale nu este legată de marsupiu, deoarece ele se găsesc și atunci când aceasta nu există, mai ales la masculi. Ele  nu joacă nici un rol în susținerea pungii marsupiale sau în susținerea peretelui abdomenului, spre a-l împiedica să apese pe punga marsupială și să înnăbușe puii din ea.
Centura pelviană are oasele sudate formând un bazin. Pentru marsupialele cățărătoare este caracteristică articularea mobilă între peroneu și tibie - singurul caz în rândul mamiferelor.

### Sistemul nervos
Encefalul marsupialelor este primitiv și, ca la monotreme, nu are un corp calos între emisferele cerebrale caracteristic placentarelor. Emisferele cerebrale sunt relativ mici. Cele două emisfere cerebrale sunt unite printr-o comisură anterioară, care este foarte dezvoltată. Encefalul are neopaliul slab dezvoltat și neted, fără șanțuri.
Inteligența marsupialelor este redusă în raport cu cea a placentarelor. 
Marsupialele au lobii olfactivi bine dezvoltați (de tip macrosmatic).

### Organele de simț
Ochii după structură nu se deosebesc de ochii mamiferelor superioare; membrană nictitantă este prezentă și de multe ori slab dezvoltată. Sclera formată din țesut conjunctiv, fără cartilaj. Unele celule cu con din retină au picături de grăsime colorată, ca și la reptile și păsări. Glandele lui Harder prezente. La unele marsupialele ochii sunt reduși.
În cavitatea nazală, în cele mai multe cazuri, sunt prezente 6 cornete nazale. Organul lui Jacobson este bine dezvoltat.
Ciocanul și nicovala din urechea medie de multe ori sunt sudate între ele.

### Aparatul digestiv
La unele marsupiale, spre exemplu, la furnicarul cu pungă (Myrmecobius fasciatus) și tarsier (Tarsipes rostratus) limba este foarte lungă și poate fi scoasă departe din gură. Glandele salivare la marsupialele erbivore sunt bine dezvoltate. Unele marsupialele au saci bucali. Numărul și amplasarea cutelor palatine (Plicae palatinae) este foarte variabilă și are un caracter sistematic.
Stomacul, de regulă alungit, este prevăzut cu una sau mai multe compartimente, în legătură cu natura alimentației. Stomacul la marsupialele neerbivore este de obicei sub forma unei pungi simple, iar la speciile erbivore este lung și seamănă cu intestinul gros. La marsupialele neerbivore intestinul subțire, iar la cele erbivore intestinul gros reprezintă cele mai lungi părți a tractului intestinal. Cecul este de obicei prezent.
Ficatul multilobular, cu o vezică biliară.

### Dentiția
Dentiția marsupialelor este heterodontă (diferențiată în dinți incisivi, canini și măsele) și incomplet monofiodontă, adică dinții de lapte se păstrează și la adult, cu excepția ultimului premolar, care se schimbă în fiecare falcă. La adult, dentiției de lapte i se adaugă molarii. 
Dentiția (numărul și forma dinților) variază mult, după regimul alimentar, de la o familie la alta. Formula dentară generală este următoarea: 5•1•4•4/5•1•4•4 x 2 = 56. Numărul dinților variază de la 5•1•3•4/4•1•3•4 x 2 = 50 la didelfide sau 4•1•4-5•4/3-4•1•4-5•4 x 2  = 50-56 la furnicarul cu pungă (Myrmecobius fasciatus) până la 2•1•1•2/1•0•0•2 x 2  = 18 la tarsier (Tarsipes rostratus). De obicei, incisivii din maxilarul inferior sunt mai puțini decât cei din maxilarul superior.
De regulă incisivii și premolarii variază mai mult în ceea ce privește numărul, forma și dispoziția lor. De obicei incisivii sunt tăietori sau ascuțiți ca și caninii: cei de pe maxilarul inferior (mandibulă) pot deveni orizontali cu orientare anterioară.  Suprafața de masticație a  dinților jugali este tuberculosectorială (secodontă). Molarii sunt trituberculați sau secodonți. Speciile erbivore sau frugivore au molari cu o suprafața de masticație lată ca și cei de erbivore sau rozătoare euteriene.
Cea mai primitivă și mai răspândită dentiție întâlnită la marsupiale este dentiție de tip insectivor, așa cum se găsește, spre exemplu, la dasiuride și didelfide: cu incisivi tăietori, canini conici, puternici și mult mai înalți decât ceilalți dinți, cu premolari triconodonți, tăietori și înțepători, și cu molari trituberculați. Plecând de la acest tip primitiv, dentiția la diferite familii de marsupiale s-a modificat în raport cu regimul alimentar la care s-a adaptat ulterior. Mai puțin modificată în raport cu tipul insectivor primitiv a rămas dentiția marsupialele carnivorelor și mai mult s-a modificat cea a marsupialele erbivorelor.

### Aparatul circulator
În aparatul circulator la cele mai multe marsupiale sunt prezente canalele lui Cuvier și vena azigos.
Temperatura corpului este mai mică decât la mamiferelor placentare, și poate varia ușor în funcție de schimbările temperaturii mediului ambiant; în mod normal, aceasta variază de 34 la 36° C.

### Aparatul reproducător

#### Aparatul genital feminin
Aparatul genital femel este format din: două ovare, două utere, fiecare cu trompa sa, două vagine.

#### Aparatul genital masculin
Penisul, de regulă, cu un gland bifid (bifurcat). Testiculele sunt cuprinse într-un scrot (cu excepția cârtiței cu pungă), care este situat prepenial (așezat înaintea penisului).
Osul penian lipsește.

### Reproducere și dezvoltare
Marea majoritate a marsupialelor nu au placentă. Există totuși câteva placentare adevărate (exemplu, câteva specii de șobolani și carnivore marsupiale). Din cauza lipsei placentei, puii sunt foarte puțin dezvoltați la naștere. La unele specii, puii se deplasează singuri până in marsupiu, la altele sunt luați cu gura de mamă și introduși în această pungă tegumentară. În marsupiu ei apucă un mamelon în gură, fixându-se astfel de corpul mamei. În această poziție (fixat de mamelon) va sta până își va desăvârși dezvoltarea. La început, din cauza slabei sale dezvoltări, puiul nu poate să sugă singur și laptele îi este pompat în cavitatea bucală cu ajutorul unor mușchi cu care este prevăzută glanda mamară.

## Răspândire
În trecutul geologic, marsupialele erau larg răspândite pe suprafața globului terestru. Astăzi se mai găsesc numai în Australia și America de Sud. Ajung însă și până in partea sudică a Americii de Nord. 
În Australia găsim un număr extrem de mare de forme de marsupiale, fapt datorat lipsei placentarelor, care lipsă a permis dezvoltarea unor tipuri paralele cu ordinele mamiferelor placentare din restul lumii.

## Clasificare
Criteriul de clasificare este tipul de dentiție, care depinde de regimul alimentar.
- Superordinul Ameridelphia
  - Ordinul Didelphimorphia (93 specii)
    - Familia Didelphidae

  - Ordinul Paucituberculata (6 specii)
    - Familia Caenolestidae
- Superordinul Australidelphia
  - Ordinul Microbiotheria (1 specie)
    - Familia Microbiotheriidae

  - Ordinul †Yalkaparidontia
  - Ordinul Dasyuromorphia (75 specii)
    - Familia †Thylacinidae
    - Familia Dasyuridae
    - Familia Myrmecobiidae

  - Ordinul Peramelemorphia (24 specii)
    - Familia Thylacomyidae
    - Familia †Chaeropodidae
    - Familia Peramelidae

  - Ordinul Notoryctemorphia (2 specii)
    - Familia Notoryctidae

  - Ordinul Diprotodontia (137 specii)
    - Familia Phascolarctidae
    - Familia Vombatidae
    - Familia †Diprotodontidae
    - Familia Phalangeridae
    - Familia Burramyidae
    - Familia Tarsipedidae
    - Familia Petauridae
    - Familia Pseudocheiridae
    - Familia Potoroidae
    - Familia Acrobatidae
    - Familia Hypsiprymnodontidae
    - Familia Macropodidae
    - Familia †Thylacoleonidae

## Reprezentanți
Cei mai cunoscuți reprezentanți sunt: cangurul și koala.